# Robby Bostain
Robby Bostain (in ebraico רובי בוסטיין‎?; Duluth, 16 marzo 1984) è un ex cestista statunitense con cittadinanza israeliana.

## Palmarès
- Campionato olandese: 1

Donar Groningen: 2009-10
- Coppa d'Olanda: 1

Donar Groningen: 2011